# Ammotrypane kampeni
Ammotrypane kampeni är en ringmaskart som beskrevs av Horst 1919. Ammotrypane kampeni ingår i släktet Ammotrypane och familjen Opheliidae. Inga underarter finns listade i Catalogue of Life.